# Minna Nikkanenová
Minna Marianne Nikkanen (* 9. dubna 1988, Somero, Vlastní Finsko) je finská atletka, jejíž specializací je skok o tyči. Je juniorskou mistryní Evropy (2007) a vicemistryní Evropy do 23 let (2009).

## Kariéra
První mezinárodní úspěch si připsala v roce 2003 na juniorském mistrovství Evropy ve finském Tampere, kde obsadila osmou příčku. O rok později neprošla na MS juniorů v atletice v italském Grossetu kvalifikací. V roce 2005 se umístila na Mistrovství světa do 17 let v Marrákeši na šestém místě. Šestá skončila také na juniorském mistrovství světa 2006 v
Pekingu. V roce 2007 se stala v nizozemském Hengelu juniorskou mistryní Evropy. Na Mistrovství světa v atletice 2007 v Ósace skončila v kvalifikaci.
O dva roky později skončila v kvalifikaci na halovém ME v italském Turíně i na světovém šampionátu v Berlíně. V litevském Kaunasu však vybojovala titul vicemistryně Evropy do 23 let, kde překonala 445 cm a nestačila jen na Němku Lisu Ryzihovou, která skočila o pět centimetrů výše. V roce 2010 vybojovala na ME v atletice v Barceloně výkonem 435 cm deváté místo. Na halovém ME 2011 v Paříži se ve finále podělila s Jiřinou Ptáčníkovou o 4. místo. V roce 2012 se zúčastnila ME v atletice v Helsinkách i Letních olympijských her v Londýně. V obou případech však nepostoupila z kvalifikace.

## Osobní rekordy
- hala – 460 cm – 6. března 2011, Paříž
- venku – 446 cm – 25. července 2009, Lapinlahti